# Anomotoma lesnei
Anomotoma lesnei är en skalbaggsart som först beskrevs av Auguste Lameere 1903.  Anomotoma lesnei ingår i släktet Anomotoma och familjen långhorningar.
Artens utbredningsområde är Togo. Inga underarter finns listade i Catalogue of Life.